# École Vision

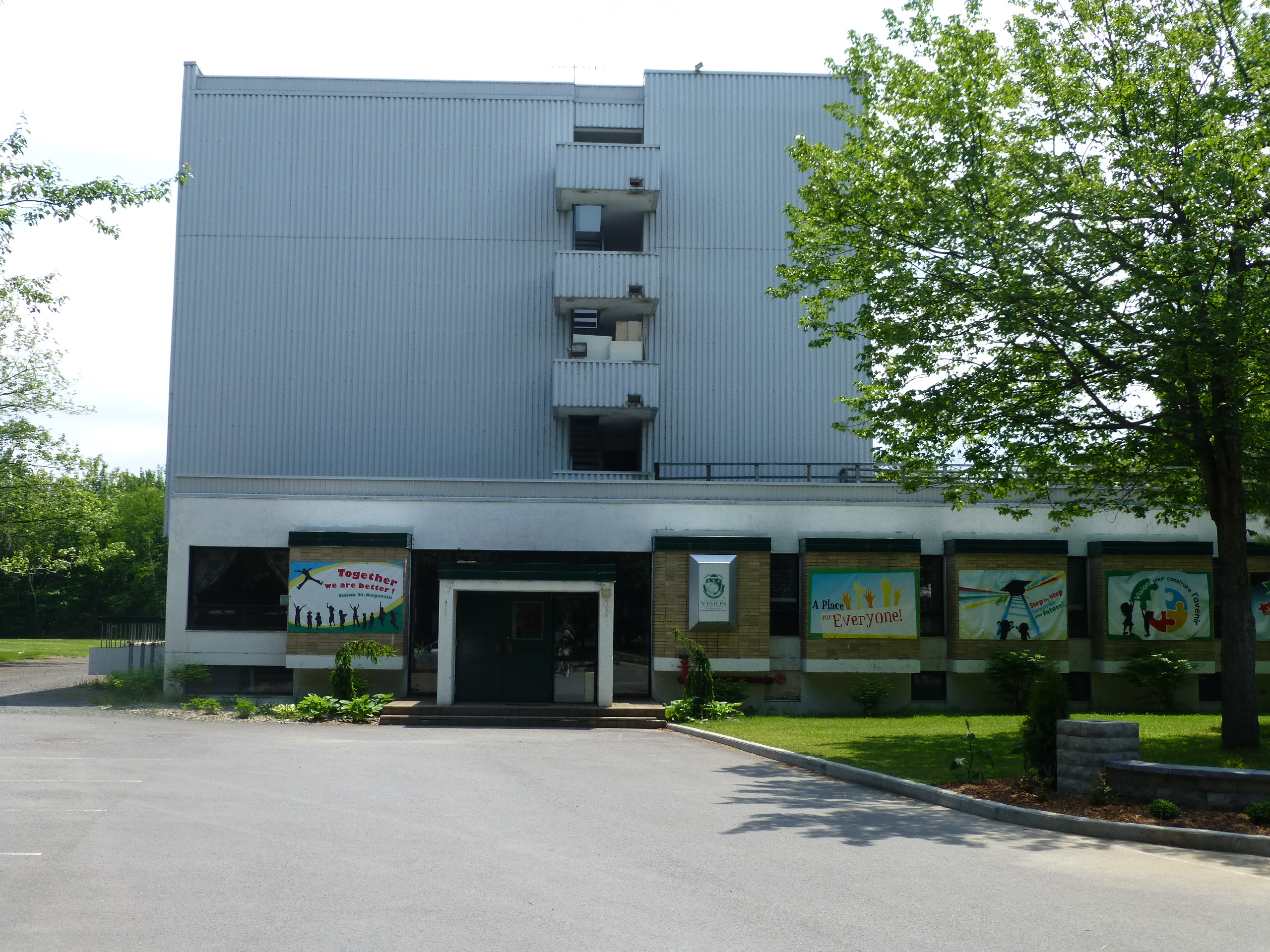
L'école Vision de Saint-Augustin-de-Desmaures

Les écoles trilingues Vision sont un ensemble de gardeires et d'écoles primaires privées du Québec (Canada). Elles se distinguent par leur enseignement trilingue enanglais, français et espagnol. Les classes sont de taille réduite (25 élèves) et l’horaire scolaire est bonifié de cinq à six heures par semaine par rapport au programme régulier. Les élèves Vision ont environ trente heures de cours par semaine, comparativement à vingt-cinq heures dans le réseau public. Environ dix-neuf heures est consacré à l'enseignement en anglais, 5 au français, 4 à l'espagnol et 3 à l'éducation physique. 
Le modèle d’immersion adopté par les écoles trilingues Vision fait de l’anglais la principale langue d’enseignement, même si la majorité des élèves sont francophones. Le programme accorde au français et à l’anglais le statut de langues maternelles, tandis que l’espagnol y est enseigné comme langue seconde. 
Toutes les écoles trilingues Vision détiennent un permis du Ministère de l'Éducation du Québec et sont membres de la Fédération des établissements d’enseignement privés du Québec (FEEP). Les écoles trilingues Vision sont accessibles à tous les enfants francophones, mais, n'étant pas subventionnées, elles exigent des frais de scolarité particulièrement élevés. Ce modèle indépendant des subventions publiques leur permet d'offrir une approche linguistique qui ne serait pas possible dans une école francophone subventionnée.

## Historique
En 1995, Yvon Courcy et Diane Doucet ont fondé une première école Vision à Drummondville. Ils ont par la suite créé des écoles similaires dans plusieurs villes du Québec. En 2005, les fondateurs ont vendu le nom et le concept de leur entreprise et le réseau des écoles Vision fonctionne suivant le principe des franchises, chaque établissement étant détenteur d'une franchise accordée par Maître franchiseur Vision inc. dont le propriétaire est Richard Dumais jusqu'en 2016. 
En 2016 est fondée la Coopérative des écoles Vision, qui réunit les directrices propriétaires des écoles et petites écoles Vision. La Coopérative des écoles Vision regroupe trois types d’établissements :  
- La petite école Vision (garderie)
- École Trilingue Vision (primaire)
- École partenaire Vision : école déjà établie offrant le concept Vision à titre de programme optionnel à une partie de ses élèves.

On retrouve des établissements Vision dans plusieurs régions du Québec. Jusqu'à aujourd'hui, on peut compter au total 13 écoles primaires et 15 garderies.